# جانی موریس
جانی موریس (به انگلیسی: Johnny Morris) بازیکن فوتبال زادهٔ ۲۷ سپتامبر ۱۹۲۳ اهل کشور انگلستان که سابقهٔ بازی در تیم ملی فوتبال انگلستان را در کارنامهٔ خود دارد. وی در تاریخ ۱۸ مه ۱۹۴۹ نخستین بازی ملی خود را در مقابل تیم ملی فوتبال نروژ انجام داد و با حضور در ۳ بازی ملی، در تاریخ ۲۱ سپتامبر ۱۹۴۹ واپسین بازی ملی‌اش را در برابر تیم ملی فوتبال جمهوری ایرلند برگزار کرد.
این بازیکن توانسته در بازی‌های ملی، ۳ گل به ثمر برساند.